# Beiseker (Alberta)
Beiseker est un village (village) du Comté de Rocky View, situé dans la province canadienne d'Alberta.

## Démographie
En tant que localité désignée dans le recensement de 2011, Beiseker a une population de 785 habitants dans 323 de ses 338 logements, soit une variation de -2,4 % avec la population de 2006. Avec une superficie de 2,836 3 km2, village possède une densité de population de 276,769 0 hab/km2 en 2011.
Concernant le recensement de 2006, Beiseker abritait 804 habitants dans 310 de ses 318 logements. Avec une superficie de 2,836 3 km2, village possédait une densité de population de 283,5 hab/km2 en 2006.
| 2001 | 2006 | 2011 | 2016 |
| ---- | ---- | ---- | ---- |
| 838  | 804  | 785  | 819  |